# 马泽尔尼
马泽尔尼（法語：Mazerny，法語發音：[mazɛʁni]）是法国大東部大區阿登省的一个市镇，属于沙勒维尔-梅济耶尔区。

## 地理
马泽尔尼（49°36'35"N, 4°36'48"E）面积12.3 平方千米，位于法国大東部大區阿登省，该省份为法国北部内陆省份，西接埃纳省，南至马恩省，东临默兹省，北与比利时接壤。
与马泽尔尼接壤的市镇（或旧市镇、城区）包括：巴隆、阿尼库尔、旺斯河畔蒙蒂尼、普瓦-泰龙、圣卢-泰里耶。

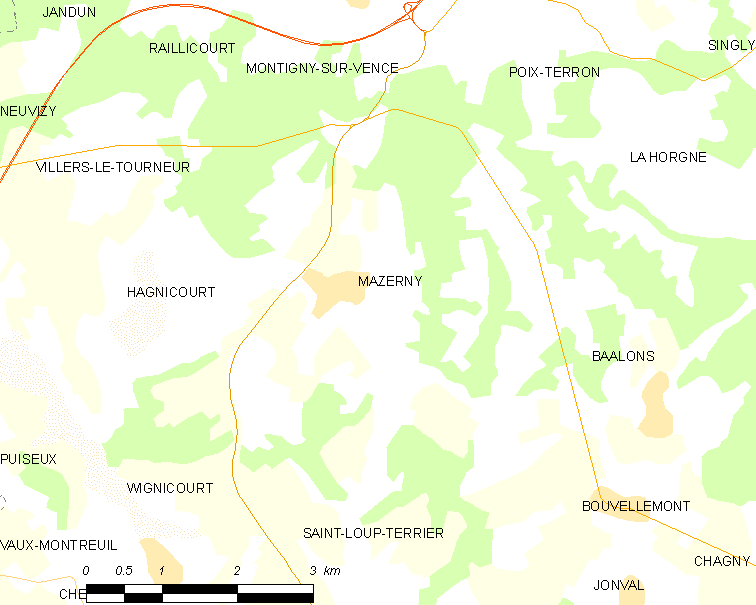
马泽尔尼的OSM定位图

马泽尔尼的时区为UTC+01:00、UTC+02:00（夏令时）。

## 行政
马泽尔尼的邮政编码为08430，INSEE市镇编码为08283。

## 政治
马泽尔尼所属的省级选区为默兹河畔努维永县。

## 人口

1962-2008年间马泽尔尼人口变化图示

马泽尔尼于2022年1月1日时的人口数量为128人。